# Vloeibarebrandstof hulpraket

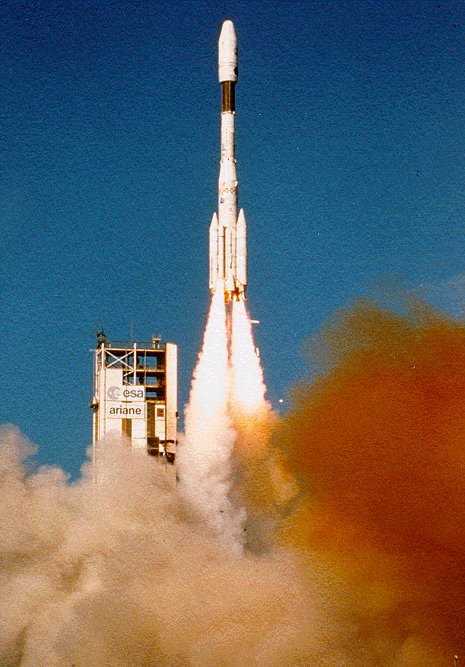
Lancering van Ariane 4 44LP twee SRB's (kleiner) en twee LRB's (groter, zonder zichtbare pluimen)

Een vloeibarebrandstof hulpraket (afgekort LRB naar het Engelse Liquid Rocket Booster) zijn hulpraketten met een vloeibarebrandstofmotor. Deze gebruiken een vloeibare brandstof en oxidator. Ze zijn bedoeld om een raket extra stuwkracht te geven bij het opstijgen, het totale laadvermogen te vergroten of de eindsnelheid te vergroten. LRB’s zijn aan de zijkant van een raket bevestigd. In tegenstelling tot vastebrandstofboosters, kunnen veel LRB's gas terugnemen en in geval van nood veilig worden uitgeschakeld voor eventuele extra ontsnappingsmogelijkheden bij bemande ruimtevluchten.

## Geschiedenis
In 1926 had de Amerikaanse wetenschapper Robert Goddard in Auburn, Massachusetts, de eerste raket met vloeibare brandstof gebouwd en met succes getest. Voor de R-7 Semyorka in het tijdperk van de Koude Oorlog, die later evolueerde tot de Sojoez, werd voor dit concept gekozen omdat het toestond dat al zijn vele raketmotoren konden worden ontstoken en gecontroleerd op functie terwijl ze zich op het lanceerplatform bevonden.
De Sovjetse raket Energia gebouwd door de Energia Space Coorporation uit de jaren tachtig gebruikte vier Zenit vloeibarebrandstof raketmotoren om zowel de Boeran als het experimentele Polyus-ruimtestation in twee afzonderlijke lanceringen te lanceren.
Twee versies van de Japanse H-IIA raket zouden een of twee LRB's hebben gebruikt om extra lading naar hogere geostationaire banen te kunnen vervoeren, maar deze werd vervangen door de H-IIB.
Het Ariane 4 ruimtelanceervoertuig gebruikte twee of vier LRB's, de 42L, 44L en 44LP configuraties. Als een voorbeeld van de laadcapaciteit verhoging die de motoren verschaffen, kon het basis Ariane 40 model zonder LRB's ongeveer 2175 kg in lanceren in een geostationaire baan, terwijl de 44L configuratie 4.790 kg zou kunnen doen op dezelfde baan met vier LRB's toegevoegd.
Verschillende LRB's werden al vroeg in het ontwikkelingsprogramma van de Space shuttle en na de ramp met ruimteveer Challenger overwogen, maar de shuttle bleef tot aan zijn buitengebruikstelling vliegen met zijn Space Shuttle vastebrandstofmotor.
Nadat de Space Shuttle uit dienst ging, deden Pratt & Whitney Rocketdyne en Dynetics mee aan de "geavanceerde motorcompetitie " voor NASA's volgende door mensen bemande ruimtetuig, het Space Launch System (SLS), met een motorontwerp dat bekend staat als " Pyrios ", dat twee meer geavanceerde F-1B motoren afgeleid van de Rocketdyne F-1 LOX / RP-1-motor die de eerste trap van de Saturnus V in het Apolloprogramma aandreef. In 2012 werd vastgesteld dat als de tweemotorige Pyrios-motor werd geselecteerd voor het SLS-blok 2, het laadvermogen 150 ton tot Low Earth Orbit (LEO) zou kunnen zijn, 20 ton meer dan de minimumvereiste van het Congres van 130 ton voor LEO voor SLS Block 2. In 2013 werd gemeld dat in vergelijking met de F-1-motor de F-1B-motor efficiënter, goedkoper en minder motoronderdelen zou hebben. Elke F-1B moest 8,0 MN stuwkracht produceren op zeeniveau, een toename ten opzichte van de 6,9 MN stuwkracht van de oorspronkelijke F-1 motor. De SLS Block II is echter uitgesteld en het ligt in de lijn der verwachtingen dat deze vastebrandstofmotoren als vastebrandstof hulpraketten zal gebruiken.
Veel Chinese lanceervoertuigen hebben LRB's gebruikt, onder andere de Lange Mars 2F met vier LRB's, elk aangedreven door een enkele YF-20B hypergolische raketmotor. De gepensioneerde Lange Mars 2E variant gebruikte ook vergelijkbare vier LRB's evenals de varianten Lange Mars 3B en Lange Mars 3C. China ontwikkelde voor de nieuwste serie lanceervoertuigen vanaf 2017 semi-cryogene motoren voor de Lange Mars 7 en 5.

## Huidig gebruik
De Delta IV Heavy bestaat uit een centrale Common Booster Core (CBC), met twee extra CBC's als LRB's in plaats van de GEM-60 SRB's die worden gebruikt door de Delta IV Medium+ versies. Bij het opstijgen werken alle drie de kernen met volledige stuwkracht en 44 seconden later wordt de middelste kern tot 55% kracht verminderd om brandstof te besparen tot ze worden gescheiden. De Angara A5V en Falcon Heavy zijn conceptueel vergelijkbaar met Delta IV Heavy. Wanneer twee side-boosters vrijwel gelijk zijn aan de middelste eerste rakettrap spreekt men van een Triplecore-raket. Bij meer dan twee aan de middelste booster gelijkende boosters spreekt men van een multicore-raket.
De Falcon Heavy was oorspronkelijk ontworpen met een unieke "propellant crossfeed" -mogelijkheid, waarbij de motoren van de center-core van brandstof en oxidatiemiddel zouden worden voorzien vanaf de twee side-boosters tot deze worden afgeworpen. Door alle motoren vanaf de lancering op volle kracht te laten werken, met brandstof die voornamelijk uit de tanks van de side-boosters komt, zouden de side-boosters eerder zonder brandstof komen te zitten, waardoor het eerdere afwerpen de massa eerder verkleint. Hierdoor zou het grootste deel van de brandstof in de centercore beschikbaar blijven na afwerping van de motor. Musk verklaarde in 2016 dat crossfeed niet zou worden geïmplementeerd. In plaats daarvan neemt de middelste motor kort na het opstijgen gas terug om brandstof te besparen, en hervat deze de volledige stuwkracht nadat de zijmotoren zijn afgeworpen.

## Trappentelling
Hulpraketten worden soms als onderdeel van de eerste rakettrap gerekend en maar vaak ook als trap-0 gezien. Dit hangt af van de redenering van de fabrikant. Zo vormen de motoren en de centrale trap van de Sojoez samen de eerste trap. Na het afwerpen van de hulpraketten veranderd de centrale trap die nog door gaat in de tweede trap. Bij de Falcon Heavy worden de drie core-boosters gezamenlijk tot de eerste trap gerekend. Bij de Delta IV-Heavy geldt de centrale common booster core-trap als eerste trap en worden de side-boosters als hulpraketten en dus trap-0 gezien gerekend.